# Куте (Горњи Вакуф-Ускопље)
Куте је насељено место у Босни и Херцеговини у општини Горњи Вакуф-Ускопље. Административно припада Федерацији Босне и Херцеговине, односно њеном Средњобосанском кантону. Према попису становништва из 2013. у насељу је било 172 становника, а већинско становништво у насељу били су Бошњаци.

## Становништво
По последњем службеном попису становништва из 2013. године у насељу Куте живело је 172 становника, а село је било етнички хетерогено са мешовитом бошњачко-хрватском популацијом.
| Националност | 2013. | 1991.        | 1981.        | 1971.        |
| Бошњаци      | —     | 152 (60,08%) | 166 (54,97%) | 147 (47,27%) |
| Хрвати       | —     | 101 (39,92%) | 136 (45,03%) | 163 (52,41%) |
| Срби         | —     | 0            | 0            | 0            |
| остали       | —     | 0            | 0            | 1 (0,32%)    |
| Укупно       | 172   | 253          | 302          | 311          |